# 冠军歌王
《冠軍歌王》（英語：Kara King），是黄明志繼自编自导自演的喜剧《辣死你妈》及《鬼老大哥大》后，推出的第三部电影作品。該片原本是贺岁电影，由于申请不到农历新年上映档期，所以被迫延后上映。
此部電影是以大馬的歌唱比賽文化為故事背景，從中帶出大馬社會問題和現象，劇中，吳孟達飾演父親，但兩人關係惡劣，而吳孟達與高凌風、黃小琥也有三角戀的情節。此剧找吳孟達、高凌风、黃小琥、大马女新人胡桐語和黄若熙。
该片原本打算要在泰国、台湾、香港、新加坡、马来西亚同步上映，但由于马来西亚在最后一分钟才决定让该片上映，所以其他国家也把档期排满。
此電影亦成為高凌風2014年逝世前的最後一部電影作品也是与吴孟达唯一合作演出之作品。

## 演员
- 吴孟达 飾 吳發達
- 高凌风 飾 高中峰
- 黄明志 飾 阿邦(吳發達儿子)
- 黄小琥 飾 吳發達妻子
- 黄若熙 飾 阿婷
- 胡桐語 飾 阿靜
- 夏克立 飾 高中峰經紀人
- 林宜傧 飾 舞女